# Cascadă

Explicarea fenomenului de urcare spre amonte a cascadei; procesul de cavitare are loc datorită stratului de roci mai puțin dure din adâncime.

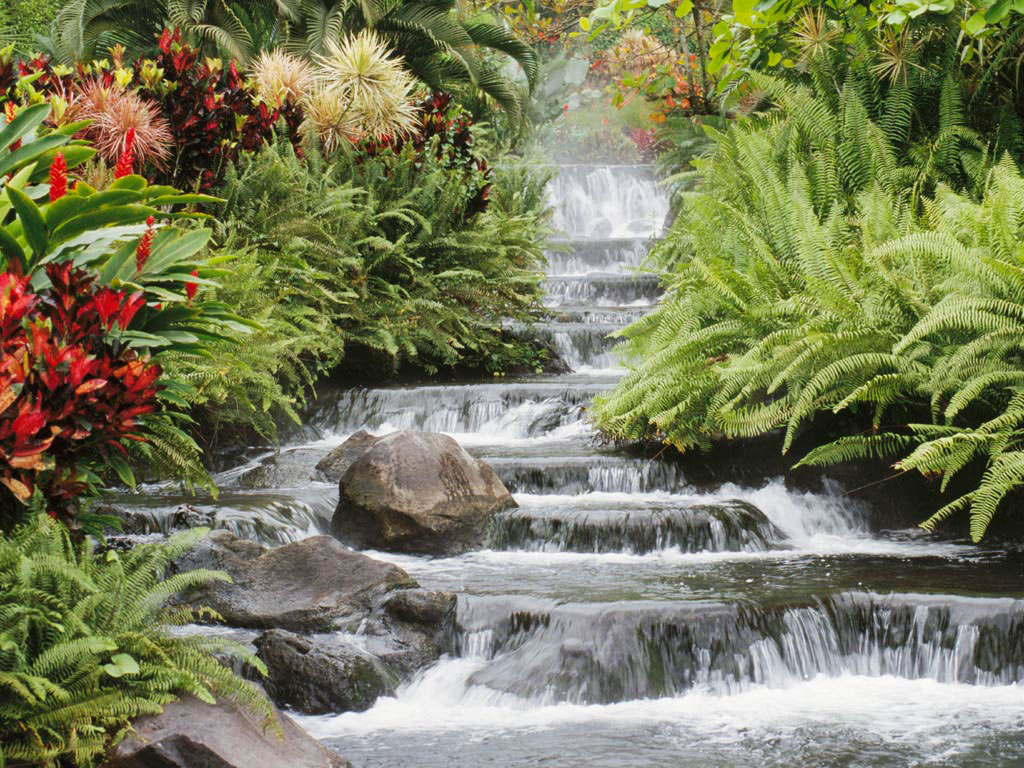
Cascadă într-o pădure tropicală

Cascada este o cădere de apă, sub un unghi de peste 45°, situată în general pe traseul unei ape curgătoare. Cascada cu cea mai înaltă cădere de apă din lume este Angel (Venezuela, 979 m).

## Descriere
Fenomenul are următoarele caracteristici:
1. în decursul căderii se produce o ceață, un amestec de apă pulverizată și aer;
2. cascada este însoțită de vuietul caracteristic produs de căderea apei;
3. regiunea are un microclimat specific determinat de cascadă.

Intensitatea acestor fenomene este determinată de înălțimea, gradul de cădere și debitul cascadei, care prezintă o energie potențială utilizată de hidrocentrale.
Cascadele, prin frumusețea lor, pot constitui și puncte de atracție turistică în cadrul regiunii în care se situează. Astfel, unele cascade au primit denumiri proprii și sunt însemnate pe hărțile turistice.

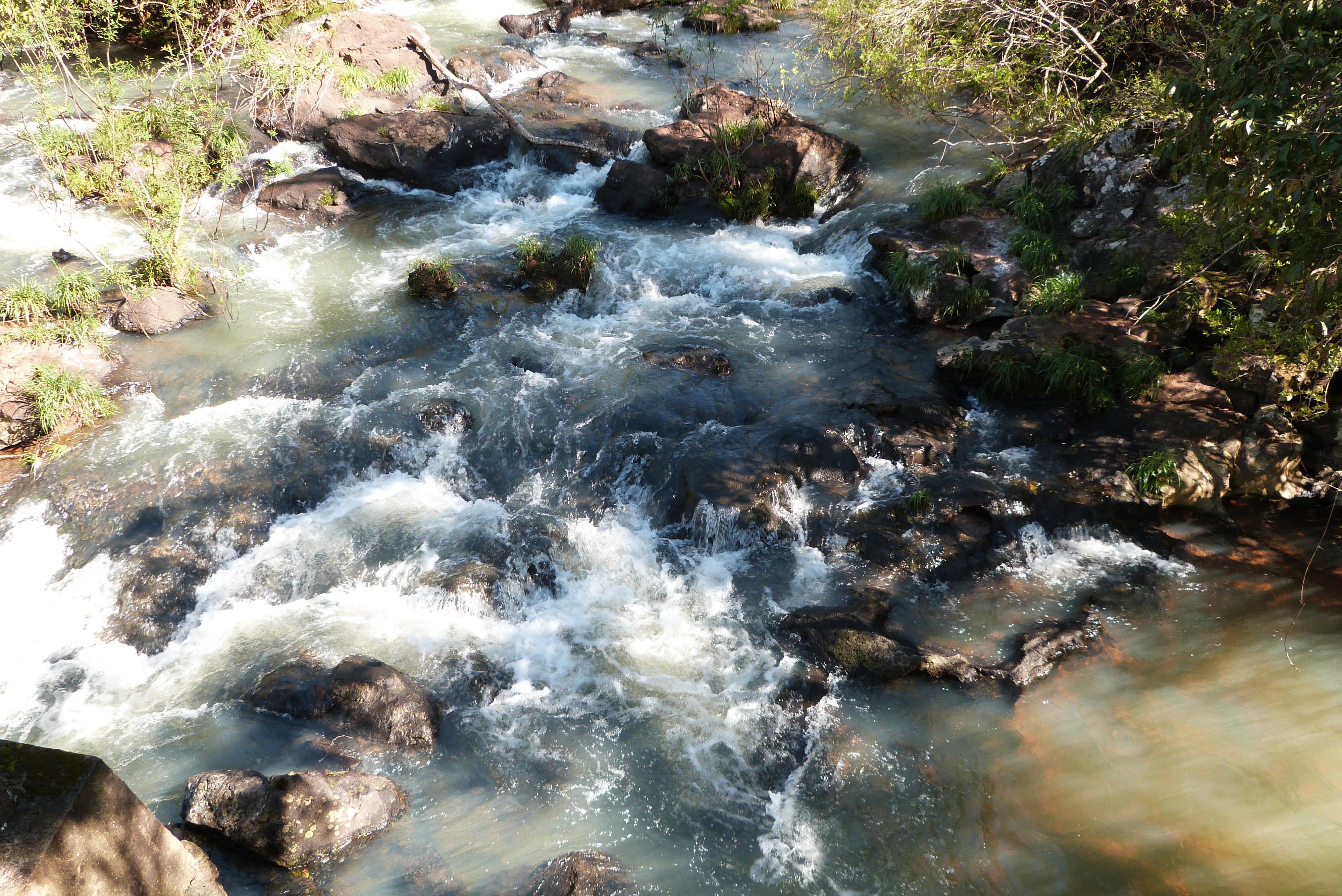
Cataracte la Iguazu (Argentina)

Din punct geologic, cascadele — prin căderea apei — modifică din punct de vedere geomorfologic regiunea, exercitând o acțiune de eroziune, formându-se astfel cavități în rocile din albia râului. De asemenea, prin frecare se produce și fenomenul de ionizare a aerului.
Cataractele sunt căderi naturale de ape curgătoare peste succesiuni de terenuri abrupte mici (șirag de cascade mici).

## În România
În România, cea mai înaltă cascadă este Cascada Cailor, având 100 de metri.
Cea mai mare cascadă subterană din România se află în Peștera Găvanului din Podișul Someșan, având o cădere de 52 de metri.Cele mai frumoase cascade din România sunt: Cascada Mării(Hunedoara)- M. Piule –Iorgovanu;Cascada Evantai(Bihor) – M. Bihorului; Cascada Bîlea (Sibiu)- M. Făgăraș; Cascada 7 Izvoare (Dâmbovița)- M. Bucegi; Cascada Bigăr (Caraș Severin)- M. Aninei; Cascada Lazărului(Hunedoara)- M. Piule –Iorgovanu; Cascada Beușnița(Caraș Severin)- M. Aninei; cascada Cailor (Maramureș)- m. Rodnei; Cascada caprei (Argeș)- M. Făgăraș; Cascada Vălul Miresei de la Răchițele (Cluj)- Masivul Vlădeasa; Cascada Vălul Miresei de la Stâna de Vale(Bihor)- Masivul Vlădeasa; Cascada Duruitoarea (Neamț)- Masivul Ceahlău; Cascada Râușor (Hunedoara)- M.Retezat; Cascada Lotrișor (Vâlcea)- M. Căpățânii; Cascada Vadu Crișului (Bihor) - M. Pădurea Craiului; cascada Vînturătoarea (Caraș- Severin)- M. Cernei; Cascada Moara Dracului (Bihor)- Masivul Vlădeasa; Cascada Tamina (Brașov)- Masivul Piatra Mare; Cascada Cociu (Caraș Severin)- M. Mehedinți; cascada Vârciorog (Alba)- M. Bihorului;Cascada Săritoarea Ieduțului (Bihor)- Masivul Vlădeasa; Cascada Iadolina (Bihor)- Masivul Vlădeasa; Cascada Cașoca (Buzău)- Masivul Podu Calului; Cascada Valea Spumoasă( Prahova)- M. Bucegi; Cascada Izvorul Frumos (Vâlcea)- M. Căpățânii; Cascada Duruitoarea (Neamț)- M. Hășmaș; Cascada Gardului (Vâlcea)- Masivul Cozia; Cascada Putnei (Vrancea)- M. Vrancei; Cascada Șipote din Merișor (Hunedoara)- M.Șureanu; Cascada Pătrăhăitești (Alba)- M. Bihorului; Cascada Boiului (Bihor)- M. Pădurea Craiului; Cascada La Văioagă (Caraș Severin)- M. Aninei; Cascada Miss (Bihor)- Masivul Vlădeasa; Cascada Șușara (Caraș Severin)- M. Aninei; Cascada Urlătoarea din Vama Buzăului (Brașov)- M. Întorsurii; Cascada Pișoaia (Alba)- M. Bihorului; Cascada Ciucaș (Cluj)- M. Trascăului; Cascada Moloh (Bihor)- M. Bihorului; Cascada La Chișătoare (Brașov).

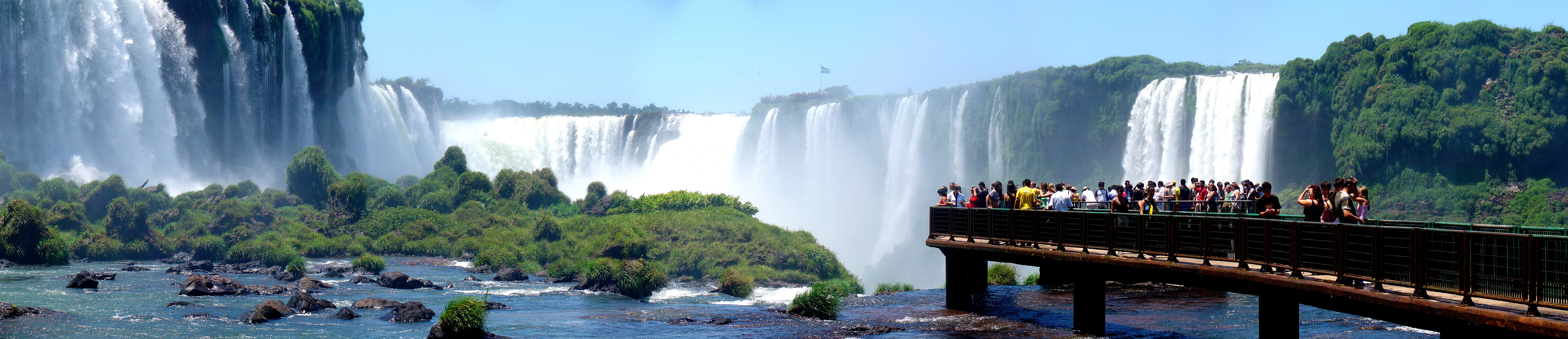
Cascadele de pe Iguazú (Argentina)